# Sophronica diversepunctata
Sophronica diversepunctata là một loài bọ cánh cứng trong họ Cerambycidae.